# ヴィーナススプリント
ヴィーナススプリントは岩手県競馬組合が水沢競馬場で施行する地方競馬の重賞（M3）競走である。正式名称は「水沢信用金庫杯 ヴィーナススプリント」。

## 概要
2013年に牝馬限定の短距離重賞として創設。
2016年、岩手競馬の重賞格付け制度の開始によりM3に格付けされた。2018年一旦準重賞に降格されたが、翌2021年にM3の重賞に戻った。なお、準重賞時も回次は付されており、通算されている。
施行距離は、2013年の第1回から2017年の第5回まで水沢競馬場1300m、2019年の第6回から2023年の第10回までは盛岡競馬場ダート1200mで行われ、2024年の第11回からは水沢競馬場1400mでの開催となる。

### 条件・賞金等（2024年）
出走条件
サラブレッド系3歳以上、岩手所属。
負担重量
別定。A級56kg、B1級以下54kg、3歳53kg（全馬A級の場合は54kg）
賞金等
1着250万円、2着87万5000円、3着50万円、4着32万5000円、5着17万5000円、着外手当1万2500円。
副賞
水沢信用金庫賞、奥州市長賞、開催執務委員長賞

## 歴代優勝馬
| 回数   | 施行日         | 競馬場 | 距離    | 優勝馬           | 性齢 | 所属 | 勝時計 | 優勝騎手   | 管理調教師 |
| ------ | -------------- | ------ | ------- | ---------------- | ---- | ---- | ------ | ---------- | ---------- |
| 第1回  | 2013年9月14日  | 水沢   | ダ1300m | ミキノウインク   | 牝4  | 水沢 | 1:21.6 | 村上忍     | 関本浩司   |
| 第2回  | 2014年9月13日  | 水沢   | ダ1300m | マイネヴァイザー | 牝4  | 盛岡 | 1:22.3 | 南郷家全   | 城地俊光   |
| 第3回  | 2015年9月12日  | 水沢   | ダ1300m | グッドギアー     | 牝3  | 盛岡 | 1:23.1 | 齋藤雄一   | 櫻田康二   |
| 第4回  | 2016年9月10日  | 水沢   | ダ1300m | スマートアレンジ | 牝6  | 水沢 | 1:21.5 | 山本聡哉   | 及川良春   |
| 第5回  | 2017年9月9日   | 水沢   | ダ1300m | アリッサム       | 牝4  | 水沢 | 1:23.4 | 阿部英俊   | 佐々木由則 |
| 第6回  | 2019年9月21日  | 盛岡   | ダ1200m | ペキノワ         | 牝4  | 盛岡 | 1:13.3 | 村上忍     | 櫻田康二   |
| 第7回  | 2020年9月26日  | 盛岡   | ダ1200m | ビーコンプリート | 牝4  | 盛岡 | 1:13.5 | 鈴木祐     | 櫻田康二   |
| 第8回  | 2021年9月26日  | 盛岡   | ダ1200m | キラットダイヤ   | 牝4  | 水沢 | 1:12.3 | 鈴木祐     | 板垣吉則   |
| 第9回  | 2022年10月23日 | 盛岡   | ダ1200m | ディアリッキー   | 牝4  | 水沢 | 1:13.0 | 山本政聡   | 板垣吉則   |
| 第10回 | 2023年9月24日  | 盛岡   | ダ1200m | キラットダイヤ   | 牝6  | 水沢 | 1:11.2 | 鈴木祐     | 板垣吉則   |
| 第11回 | 2024年9月29日  | 水沢   | ダ1400m | ミニアチュール   | 牝4  | 水沢 | 1:29.1 | 佐々木志音 | 佐藤祐司   |

## 各回競走結果の出典
- ヴィーナススプリント 歴代優勝馬 - 地方競馬全国協会
- JBISサーチ
  - 2013年、2014年、2015年、2016年、2017年、2019年、2020年、2021年、2022年、2023年、2024年